# 2057
Năm 2057 (số La Mã: MMLVII). Trong lịch Gregory, nó sẽ là năm thứ 2057 của Công nguyên hay của Anno Domini; năm thứ 57 của thiên niên kỷ 3 và của thế kỷ 21; và năm thứ tám của thập niên 2050.